# Cors
|  | Aquest article tracta sobre la llengua. Vegeu-ne altres significats a «Cors (desambiguació)». |

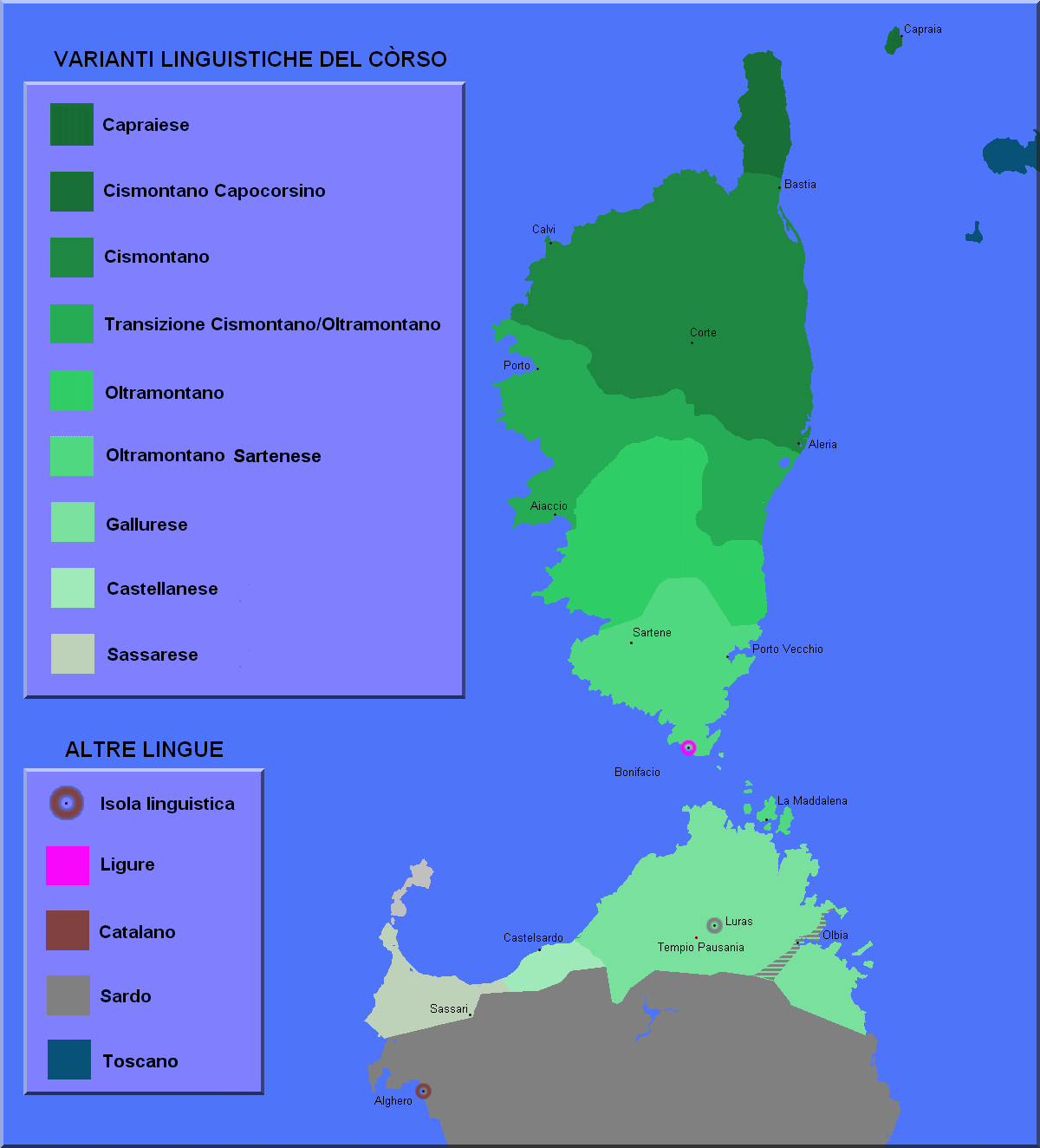
Mapa de dialectes corsos

El cors és una llengua romànica parlada a Còrsega. És molt semblant a l'italià, i la majoria de lingüistes el consideren una variant del dialecte toscà, ara bé el cors actual és una mena de koiné entre aquest parlar toscà i el parlar sard que s'hi parla al Sud i que continua a Sardenya. Té uns 225.000 parlants (1990), que sovint l'usen només oralment, reservant l'italià o el francès per a l'expressió escrita.

## Dialectes
El cors es divideix en dos dialectes:
- Cismuntanu, parlat a Capicorsu, Bastia, Aleria, Corti i Balagna, amb una forta influència toscana.
- Ultramuntanu, parlat a Aiacciu, Vicu, Sartè i Bunifaziu, té una forta empremta del sard septentrional

## Característiques
- Les I i U llargues llatines evolucionen en el cismuntà en É i Ó (pélu, gola) i en ultramuntà en Í i Ú (pílu, gúla); els límits d'aquesta divisió són entre el país de Sartena, Levie i Sta Lucia di Porti Vechju.
- El grup llatí LJ de melju, palja esdevé en ultramuntà meddu, padda i en cismuntà L'o LL mel'u o mellu i palla; el límit es troba entre Coti i Chiavari, Santa Maria de Siche, Palneca i Solenzara.
- Les consonants llatines C,T i P (locu, rota, nepote) esdevenen en ultramontà K, T i P (loku, rota, nipote) i en cismuntà G, D i B (logu, roda, ribode); el límit es troba entre Calcotoggio, Bocognano i Ghisonaccia.
- El grup llatí LL (collu) esdevé en ultramuntà DD (koddu) i en cismuntà LL (kollu). El límit es troba entre Calcatoggio, Ghisone i Aleria.
- A Bonifaziu encara es mantenen els trets ligurs importats el 1195, i a Cargise encara es mantenen trets grecs.
- Al Cismuntà, malgrat la influència toscana, es mantenen substrats similars al del sard, com:
- Manteniment de zones intermèdies on mantenen intacta la vocal tònica llatina (kuistu, kuillu, prummissa, duve, gunnu, nucí).
- Manté la DD en comptes de LL (iddu, idda, iddi, idde), (undu voli-no el vull, un da pigli-no l'agafo).
- Manté D després de N, com nonza (italià nozza) i mansa-massa.
- Fort substrat ligur: els sufixos –asco, -inco, els noms ètnics com Bisincu (d'Evisa), Urnasincu (d'Ornaso), Prupianincu (de Propiano), Sundincu (qui viu damunt) i Ghjundincu (qui viu dessota).
- També hi ha un substrat etrusc: tafone o zafna (italià buco), tarcanu (el millor)-tarxi, el verb falare (baixar) que prové del preindoeuropeu fala (Falerii, Fallerona).

## Situació lingüística
Es calculava que el 1981 el 75% dels corsos originaris de l'illa parlaven el cors. El creixement poblacional, però, és força baix per l'emigració forçada. Segons una enquesta de l'INSEE feta el 1977 sobre l'ús i coneixement de la llengua, donà uns resultats:
- 100% dels homes nats a l'illa parlen el cors
- 74% dels originaris d'Aiacciu.
- 84% dels de Bastia
- 80% de les dones nascudes a l'illa
- 78% dels nens.

Així, es calcula que el 79% dels caps de família de l'illa parlen cors, i el 59% dels fills el parlaven encara.
Durant el segle xix, la llengua de cultura dels corsos fou l'italià toscà normatiu. La missa es feia en italià fins al 1925; fins i tot avui dia, el 40% de les televisions de l'illa reben la televisió italiana, i la segona llengua a l'institut més sol·licitada és l'italià.
Des del 1974 s'aplica la Llei Deixonne en l'ensenyament del cors, i des del 1988 el cors és ensenyat com a assignatura a totes les escoles de l'illa. També existeixen les E Cardelline, escoles maternals on l'ensenyament es fa totalment en cors, però no es disposa del seu nombre. Segons fonts nacionalistes, només el 20% dels nens de l'illa s'expressen habitualment en cors. També existeix la Universitat de Corti, gairebé alternativa, on es poden estudiar carreres de lletres amb algunes assignatures en cors.
Des del 1972 el grup Scola Corsa treballa per la difusió de la llengua en els mitjans de comunicació i a l'escola. D'aquesta manera, el 1996 hi havia 18.000 nens corsos que havien fet la primària en cors o bé l'havien estudiat a l'escola, i el 1998 augmentaren a un total de 27.459 nens corsos (el 85% de l'alumnat total de l'illa) que feien l'"ensenyament bilingüe". La llengua gaudeix d'un estatut particular: es garanteix l'ensenyament del cors en el sistema públic i s'ofereix un sistema bilingüe real. Des del 1998 el bilingüisme consisteix en tres hores setmanals en cors, i des del 2000 està previst l'ús rutinari del cors en l'organització dels horaris, un curs bilingüe en parvulari i 29 en primària (fins ara eren 17).
Vegeu també: Literatura corsa.
El 2018 el president Macron va denegar l'oficialitat de la llengua corsa.